# Husnes
Husnes är en tätort i Kvinnherads kommun i Vestland fylke i västra Norge. Orten är belägen cirka 100 kilometer söder om staden Bergen. Det tar dock cirka tre timmar att färdas dit eftersom vägarna är små och det krävs en till två transporter med färja.
I orten finns ett litet köpcentrum och ett par restauranger. Den är centralort för kringliggande bondgårdar. Huvudsaklig näring är ett stort smältverk i anslutning till orten.
Enligt 2005 års folkräkning hade orten 2 167 invånare.